# Hypnum jutlandicum
Hypnum jutlandicum là một loài Rêu trong họ Hypnaceae. Loài này được Holmen & Warncke mô tả khoa học đầu tiên năm 1969.

## Hình ảnh

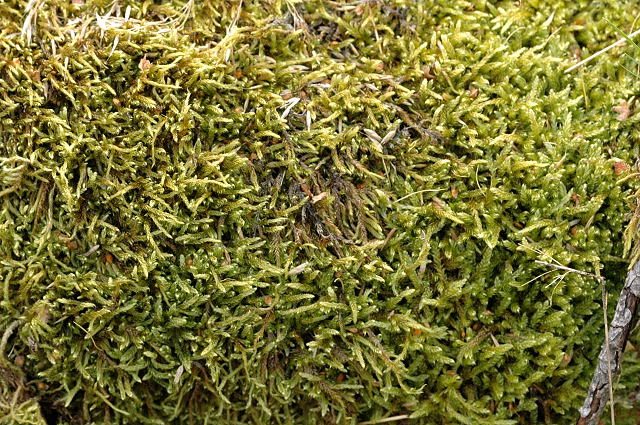